# Yasuhikotakia
Yasuhikotakia è un genere di pesci d'acqua dolce appartenenti alla famiglia Cobitidae.

## Distribuzione e habitat
Le specie del genere sono diffuse in Asia, in Thailandia e nei bacini idrografici dei fiumi Chao Phraya, Mekong e Mae Klong.

## Descrizione
Il genere presenta un corpo tozzo ma molto compresso ai fianchi, con testa e fronte dal profilo arrotondato, in linea con quello dorsale, bocca rivolta verso il basso e munita di corti barbigli. Le pinne sono corte, la coda fortemente bilobata. La lunghezza massima varia secondo la specie, dai 5,5 cm di Yasuhikotakia sidthimunki  ai 25 di Yasuhikotakia modesta.

## Alimentazione
Questi pesci hanno dieta onnivora: si nutrono di detriti vegetali e alghe, di piccoli invertebrati e crostacei.

## Specie
Il genere comprende 9 specie, tre delle quali scoperte e classificate nel 1995. Tuttavia il nome Yasuhikotakia è stato classificato nel 2002: prima di allora queste specie rientravano nel genere Botia.
- Yasuhikotakia caudipunctata
- Yasuhikotakia eos
- Yasuhikotakia lecontei
- ''Yasuhikotakia longidorsalis
- Yasuhikotakia modesta
- Yasuhikotakia morleti
- Yasuhikotakia nigrolineata
- Yasuhikotakia sidthimunki
- Yasuhikotakia splendida

## Acquariofilia
La maggior parte delle specie di Yasuhikotakia sono diffuse commercialmente per l'allevamento in acquario.